# Mario Genta
Mario Genta (Torí, 1 de març de 1912 - Gènova, 9 de gener de 1993) fou un futbolista italià de la dècada de 1930.
Fou jugador de la Juventus FC, Prato, i Genoa CFC, i disputà un total de 223 partits a la Serie A en els quals marcà 6 gols.
Fou internacional amb Itàlia, amb la qual disputà 2 partits i formà part de l'equip campió al Mundial de 1938.